# Muzej čokolade Köln

Muzej čokolade Köln (njem. Imhoff-Schokoladenmuseum) otvorio je Hans Imhoff 21. listopada 1993. kao Imhoff-Stollwerck muzej čokolade. Cijena izgradnje muzeja iznosila je 53. mil. maraka. 
Muzej se nalazi u južnom dijelu kölnskog starog grada (njem. Innenstadt) na poluotoku u rajnskoj luci, i uz muzej Ludwig i Wallraf-Richartzov muzej, jedan je od najpoznatijih kölnskih muzeja.
Posjetitelji mogu vidjeti izložbe povijesti čokolade: počevši s Olmecima, Mayama i Astecima, pa sve do današnjih čokoladnih produkata i načina njihove proizvodnje.
S oko 4000 tura s vodičima i 650.000 posjetitelja godišnje, muzej spada u Top Ten njemačkih muzeja po posjećenosti. Muzej ne treba nikakvu novčanu pomoć tj. može se sam uzdržavati. Zato služi vlastiti marketinški odjel. 

## Uprava
Muzejom upravlja poduzeće Schokoladenmuseum Köln GmbH. Novi partner u odjelu izložbe produkcije je od ožujka 2006. švicarski proizvođač čokolade Lindt & Sprüngli. Prije njih partner je bio kölnski proizvođač čokolade Stollwerck, što je i stajalo na starom imenu muzeja (Imhoff-Stollwerck-Museum).

## Atrakcije
U maloj, staklenoj, tropskoj kući oblika kocke (veličine oko 100 m2) mogu se vidjeti drveća kakaoa: Theobroma cacao i Theobroma grandiflorum. Naknadno su sagrađene umanjene proizvodne linije na kojima se proizvode čokoladice, koje se na ulazu dijele posjetiteljima. Posebna atrakcija je i tri metra visoka čokoladna fontana, u kojoj radnica muzeja umače vafle u tekuću čokoladu a zatim ih dijeli posjetiteljima muzeja. Kod ulaza u muzej nalazi se i prodavaonica čokolade i pralina svih vrsta ali ponajviše proizvoda poduzeća Lindt & Sprüngli.
Skupocjeni kolekcionarski predmeti su porculanske i srebrne zdjele iz 18. i 19. stoljeća, i posude za pijenje čokolade iz pretkolumbovske Srednje Amerike.
U muzeju su izloženi i predmeti napravljeni od čokolade koji prikazuju povijesne strojeve za pravljenje čokolade. Dalje, tu je prikazana i zbirka starih aparata za prodaju čokolade.

## Fotogalerija
- Ulaz u muzej
- Pogled na muzej s Rajne
- Stollwerck čokolada iz 1890.

## Vanjske poveznice
- schokoladenmuseum.de – Službena stranica Muzeja čokolade
- www.koeln.de  Arhivirana inačica izvorne stranice od 14. listopada 2008. (Wayback Machine)
- Firmenmuseum  Arhivirana inačica izvorne stranice od 29. prosinca 2011. (Wayback Machine)